# Litsea humboldtiana
Litsea humboldtiana är en lagerväxtart som beskrevs av André Guillaumin. Litsea humboldtiana ingår i släktet Litsea och familjen lagerväxter. Inga underarter finns listade i Catalogue of Life.